# Алкорн (окръг, Мисисипи)
Окръг Алкорн (на английски: Alcorn County) е окръг в щата Мисисипи, Съединени американски щати. Площта му е 1039 km², а населението - 34 558 души (2000). Административен център е град Коринт.